# علم كانساس

علم ولاية كانساس

علم حاكم ولاية كانساس

أعتمد علم ولاية كانساس بشكله الحالي في يوم 22 أيلول - سبتمبر من عام 1961 . يتكون علم الولاية من قطعة قماش باللون الأزرق تحتوي على شعار النبالة للولاية ومن فوقها زهرة عباد الشمس ويوجد في أسفل شعار النبالة كتابة KANSAS وبأحرف ذهبية

## أعلام سابقة
|  |  |